# Torre Carbonero
La Torre Carbonero, o Torre de la Carbonera, és una torre alimara situada a la platja de Matalascañas, al municipi d'Almonte, Huelva. Forma part de la línia de torres de guaita que al segle xvi va manar construir Felip II per a protegir la costa dels pirates barbarescos, des del Campo de Gibraltar fins a la desembocadura del Guadiana. Està declarada Bé d'Interès Cultural.
El 1577 es va aconsellar construir-la en aquest lloc perquè les naus enemigues hi venien sovint per l'abundància d'aigua de pou. El 1756 hi havia 2 torrers allotjats en una barraca sobre el terrat pel fet que l'estança de la torre estava inhabitable.
De planta circular, té forma troncocònica, de 15,60 metres d'alçada. El seu aparell és de paredat arrebossat. La porta se situa al costat de terra endins, a 7,20 metres del nivell del sòl, que dona accés a una estança voltada, amb mur de 2,65 m de gruix. Al seu centre hi ha un pou de 0,90 m de diàmetre, cegat a 1,60 m de fondària, i a un costat una escala encastada al mur, que puja al terrat.